# Scritti Politti
Scritti Politti was een Britse popgroep die in 1978 werd opgericht in Leeds. Hun grootste populariteit hebben ze midden jaren tachtig. Ze zijn bekend van hits als Absolute, The word girl en Perfect way. Sinds 1989 is Scritti Politti een soloproject van de zanger Green Gartside.

## Biografie

### Beginjaren
Scritti Politti werd opgericht nadat zanger Green Gartside en drummer Tom Morley in een kraakpand gingen wonen, omdat ze de kunstacademie beu waren. Een oude schoolvriend van Gartside, Nial Jinks, werd gevraagd basgitarist te worden. Matthew Kay, die ook in het kraakpand woonde werd hun manager en speelde soms met de groep mee op keyboard. De bandnaam was gebaseerd op een boek dat Gartside aan het lezen was: Selections from political writings. Dat boek bestond uit politieke geschriften van de Italiaanse marxist Antonio Gramsci uit de jaren 10 en 20 van de 20e eeuw. De originele Italiaanse titel van het boek was Scritti politici. Deze term werd veranderd in Scritti Politti, omdat dat volgens Gartside meer als tutti frutti klonk.
De groep begon als linksgeoriënteerde postpunkgroep. In november 1978 bracht de groep voor het eerst een singletje uit met de titel Skank bloc bologna. Van de single werden ongeveer 15000 exemplaren verkocht. Rond dezelfde periode geeft de groep ook zijn eerste optreden en op 12 december van dat jaar mocht de groep zijn eerste Peel Session opnemen, die enkele dagen later werd uitgezonden. In 1979 stond de groep in het voorprogramma van Gang of Four en Joy Division. Ook werd in juni van dat jaar een tweede Peel Session opgenomen, die later dat jaar op een ep werd uitgebracht. Aan het eind van dat jaar liep Gartside echter een longontsteking op, waarna hij terugkeerde naar zijn ouderlijk huis in het zuiden van Wales om aan te sterken. In die periode luisterde hij veel naar funk, soul en R&B. Toen hij eind 1980 terugkeerde naar de groep, veranderde deze mee met de stijl van Gartside en werden de linkse ideologieën minder prominent. Hoewel alle leden aanvankelijk hiermee instemden, verliet Jinks later in het jaar de groep. Kay, die soms keyboard speelde, ging zich nu geheel richten op het managen van de groep.

### Songs to remember
In 1981 nam de groep een demo op van hun nieuwe nummer The sweetest girl. Deze demo verscheen in maart van dat jaar op C81, een Compact cassette die gratis bij het tijdschrift NME werd weggegeven. Dit leverde de groep veel contractaanbiedingen op, maar hij bleef bij het eigen label Rough Trade. In november werd het nummer op single uitgebracht en haalde het de 64e plaats in Britse hitlijst. In mei en augustus van 1982 volgden daarop de singles Faithless en Asylums in Jerusalem / Jacques Derrida en het debuutalbum Songs to remember. De singles werden kleine hitjes, maar het album bereikte de twaalfde plaats van de albumhitlijst. In november verliet ook Tom Morley de groep.

### Cupid & Psyche 85
De groep, die nu alleen nog bestond uit Green Gartside, werd in 1984 aangevuld met twee New Yorkers: toetsenist David Gamson en drummer Fred Maher. Gartside had Gamson leren kennen als technicus bij Rough Trade en in 1981 al eens een reis met hem gemaakt naar de Verenigde Staten. Gamson had Maher al eerder leren kennen, omdat diens vriendin bij hem op school zat. In deze samenstelling werd de groep het bekendst. Naast de nieuwe samenstelling was Gartside in 1983 ook van Rough Trade overgestapt naar het grotere Virgin Records. Bij Virgin was meer geld beschikbaar om zijn muzikale plannen te realiseren. De eerste single Wood beez (Pray like Aretha Franklin) haalde de tiende plaats in Engeland. Met de opvolger Absolute had de groep ook een hit in de Benelux te pakken.
In Nederland was de plaat op vrijdag 29 juni 1984 Veronica Alarmschijf op Hilversum 3 en werd een radiohit. De plaat bereikte de 12e positie in de Nederlandse Top 40, de 13e positie in de TROS Top 50 en de 10e positie in de Nationale Hitparade. In België bereikte de plaat de 7e positie in de Vlaamse Ultratop 50.
In thuisland het Verenigd Koninkrijk bereikte de plaat de 17e positie in de UK Singles Chart. Hoewel de derde single Hypnotize een heel bescheiden hitje was, haalde de groep met The word girl hun grootste hit in eigen land. De single bereikte daar de zesde plaats en werd ook in Nederland een grote hit. Ook het album Cupid & Psyche 85 werd een muzikaal en commercieel succes. De stijl was inmiddels veranderd naar synthipop. De vijfde single Perfect way werd opvallend genoeg een grote hit in de Verenigde Staten waar het tot #11 in de Billboard Top 100 kwam. In het eigen land kwam de single maar tot #48. Als reactie op het succes werd in Amerika ook de single Wood beez (Pray like Aretha Franklin) uitgebracht, maar die wist het succes niet te evenaren.

### Provision
In 1986 begon Scritti Politti te werken aan een derde album. Rond dezelfde tijd had Madness een hit met de Scritti Politticover Sweetest girl. Ook Al Jarreau en trompettist Miles Davis zouden later een nummer van Scritti Politti opnemen. Het duurde tot 1988 voordat de eerste nieuwe single verscheen. In 1987 had de groep wel een bijdrage geleverd aan de soundtrack van de Madonna-film Who's that girl met het nummer Best thing ever. De nieuwe single was Oh Patti (Don't feel sorry for loverboy) van het album Provision. Beide behaalden een redelijk succes, maar de volgende twee singles van het album, First boy in this town (Love sick) en Boom! There she was behaalden dat niet. Oh Patti (Don't feel sorry for loverboy) was dan ook de enige single die de hitlijsten in Nederland en Vlaanderen en Amerika wist te halen, maar ook daar haalde die single niet het succes van Cupid & Psyche 85. Aan het eind van 1988 was Green Gartside zo vermoeid geraakt van het promoten van het album - de groep toerde namelijk niet meer - dat hij zich in Wales liet opnemen in een ziekenhuis. Ook verlieten David Gamson en Fred Maher in die tijd de groep, zodat Scritti Politti een soloproject van Gartside werd. Gamson ging zich in de jaren daarna bezighouden met het schrijven en produceren voor andere artiesten en ook Maher ging zich richten op productie.

### Solo
Green Gartside werd in 1990 door BEF-lid Martyn Ware overgehaald om enkele covers op te nemen voor het album Music Of quality and distinction volume two. Onder de naam Scritti Politti werden I don't know why I love you (but I love you) van Stevie Wonder, She's a woman van The Beatles en Take me in your arms and love me van Gladys Knight & the Pips uitgebracht. De laatste twee halen de Engelse hitlijst. Op She's a woman werd op verzoek van Gartside meegerapt door de Jamaicaanse rapper Shabba Ranks en op Take me in your arms and love me werd een partij ingezongen door Sweetie Irie. Na deze coverversies verdween Gartside uit de schijnwerpers.
Pas in 1999 verscheen er weer nieuw materiaal van Scritti Politti. Dit waren het album Anomie & Bonhomie en de daarvan afkomstige single Tinseltown to the boogiedown. Commercieel werd het geen groot succes, maar het album kreeg goede kritieken. Op het album waren naast veel hiphopinvloeden ook rapper Mos Def en zangeres Me'Shell Ndegeocello te horen. Na Anomie & Bonhomie duurde het tot 2005 tot er weer iets van Scritti Politti verscheen. Op het album Early was materiaal van de groep te horen uit hun postpunkperiode. Het album bevatte de eerste singles en ep's van de groep en hun B-kantjes. Ook stond de demoversie van The sweetest girl zoals die op C81 was verschenen op het album. Een jaar later verscheen het vijfde album van Scritti Politti, getiteld White bread, black beer. Op dit album werd Gartside bijgestaan door Rhodri Marsden op keyboard en Dicky Moore op gitaar. Ook hier bleef het commercieel succes uit, maar werd het album wel goed gewaardeerd. Het album werd zelfs genomineerd voor de Mercury Music Prize, maar die ging uiteindelijk naar het debuutalbum van de Arctic Monkeys. Het album werd uitgegeven door Rough Trade, waarnaar Gartside inmiddels weer overgestapt was. Sinds 2006 treedt Gartside ook weer op, al doet hij dit onder de naam Double G & the Traitorous 3, samen met Marsden en Moore.

## Bezetting
De voornaamste leden van Scritti Politti waren:
- Green Gartside
- David Gamson (1984-1988)
- Fred Maher (1984-1988)
- Tom Morley (1978-1982)

## Discografie

### Albums
| Album met eventuele hitnotering(en) in de Nederlandse Album Top 100 | Datum van verschijnen | Datum van binnenkomst | Hoogste positie | Aantal weken | Opmerkingen |
| ------------------------------------------------------------------- | --------------------- | --------------------- | --------------- | ------------ | ----------- |
| Cupid and psyche 85                                                 |                       | 22-6-1985             | 10              | 18           |             |
| Provision                                                           |                       | 25-6-1988             | 27              | 12           |             |
| Anomie & Bonhomie                                                   | 1999                  | -                     | -               | -            |             |
| White Bread Black Beer                                              | 2006                  | -                     | -               | -            |             |

### Singles
| Single met eventuele hitnotering(en) in de Nederlandse Top 40 | Datum van verschijnen | Datum van binnenkomst | Hoogste positie | Aantal weken | Opmerkingen                                                                                    |
| ------------------------------------------------------------- | --------------------- | --------------------- | --------------- | ------------ | ---------------------------------------------------------------------------------------------- |
| Absolute                                                      |                       | 7-7-1984              | 12              | 8            | nr. 10 in de Nationale Hitparade / Nr. 13 in de TROS Top 50 / Veronica Alarmschijf Hilversum 3 |
| The Word Girl                                                 |                       | 6-7-1985              | 16              | 7            | nr. 18 in de Nationale Hitparade / Nr. 20 in de TROS Top 50                                    |
| Oh Patti (Don't Feel Sorry for Loverboy)                      |                       | 9-7-1988              | 29              | 3            | nr. 45 in de Nationale Hitparade Top 100                                                       |

| Single met hitnotering(en) in de Vlaamse Ultratop 50 | Datum van verschijnen | Datum van binnenkomst | Hoogste positie | Aantal weken | Opmerkingen      |
| ---------------------------------------------------- | --------------------- | --------------------- | --------------- | ------------ | ---------------- |
| Absolute                                             |                       | 1984                  | 7               |              | in de BRT Top 30 |
| Oh Patti (Don't Feel Sorry for Loverboy)             |                       | 1988                  | 21              |              | in de BRT Top 30 |

Trivia
De band Wet Wet Wet heeft haar naam ontleend aan een nummer van de band, getiteld Getting, having and holding, waarin de woorden "My face was wet wet with tears" voorkwamen.